# Кунстхалле Кошице
Кунстхалле в Кошице (словац. Kunsthalle/Hala umenia Košice) — художественный музей в центре словацкого города Кошице, открытый в июле 2013 года; расположен в бывшем здании крытого бассейна на улице Руманова, построенном в 1957—1962 годах по проекту архитектора Ладислава Греча; проводит временные выставки произведений современного искусства.

## История и описание
Будущее здание кунстхалле в Кошице было построено как крытый плавательный бассейн: строение в центре города считается одним из наиболее ценных архитектурных сооружений, из построенных на рубеже 1950-х и 1960-х годов. Бассейн был возведён в период с 1957 по 1962 года по проекту кошицкого архитектора Ладислава Греча; оформлением всего интерьера занималось художница Герта Ондрушова-Викторинова (Herta Ondrušová-Victorinová). Помимо 25-метрового бассейна, здесь были паровые бани с влажным и сухим паром, небольшие бассейны и так называемые «очищающие бани». Комплекс функционировал до конца 1970-х годов, когда из-за строительных работ вблизи здания оно было существенно повреждено.
В 1988 году власти города занимались вопросом о реконструкции муниципального плавательного бассейна: был даже составлен проект его восстановления (как спа или центра отдыха) стоимостью в 15 миллионов крон — но в итоге для вложений в ветхое здание не нашлось инвестора. Таким образом, пустующее крытое пространство стало служить выставочным залом для презентации работ местных художников. Само строение сохранило свой оригинальный внешний вид, свойственный сооружениям 1960-е годов.
Благодаря титулу Европейской культурной столицы 2013 года, город Кошице смог позволить полноценное восстановление бывшего бассейна как кунстхалле — реконструкция стоимостью в 7,5 миллионов евро была профинансирована Европейской комиссией. В июле 2013 года, после почти года реконструкции, выставочный зал открыл свои двери для широкой аудитории.
В ходе реконструкции были снесены существенно поврежденные одноэтажные крылья, располагавшиеся с западной и восточной стороны основного корпуса — на их месте были возведены новые. Структура крыши была сохранена, а окна были заменены в соответствии с формой и структурой оригинальных оконных панелей. Типичная для бассейнов мозаика не исчезла из интерьера — она была отреставрирована и перенесена на первый этаж, как напоминание о том периода, когда здание было бассейном. Кунстхалле в Кошице служит преимущественно для проведения временных выставок произведений современного изобразительного искусства — как словацких, так и зарубежных художников. Так в галереи проходили выставки Тони Крэгга и местного уроженца Дьюлы Кошице (Gyula Kosice, 1924—2016).